# استان آتالایا
استان آتالایا (به اسپانیایی: Provincia de Atalaya) یک استان در پرو است که در منطقه اوکایالی واقع شده‌است. استان آتالایا ۳۸٬۹۲۴٫۴۳ کیلومتر مربع مساحت و ۴۳٬۹۳۳ نفر جمعیت دارد.